# Honda CBX1000
La Honda CBX era una motocicleta deportiva fabricada por Honda entre 1978 y 1982. Con un motor de seis cilindros en línea de 1047cc que producía 105 HP (106,5 CV), era el buque insignia de la gama Honda. La CBX fue bien recibida por la prensa, pero sería superada por su hermana, la Honda CB900F.

## Características del motor
Honda había producido una motocicleta de carreras la Honda RC series de seis cilindros a mediados de la década de 1960, pero la CBX fue la primera moto de carretera de 6 cilindros producida en serie por Honda con esta tecnología procedente de un motor de carreras de GP. El avanzado motor de seis cilindros en línea con árbol de levas en cabeza y 24 válvulas fue su característica más sobresaliente; pero en otros aspectos era un modelo convencional, con horquillas telescópicas, un bastidor tubular, amortiguadores traseros gemelos y un manillar recto.
Aunque voluminosa, era solo dos pulgadas más ancha que una CB750. La anchura transversal del cigüeñal era relativamente estrecha, ya que la CBX tenía una disposición de elementos alineados, de forma que el alternador y los elementos de encendido se colocaban detrás del bloque de cilindros. Esta disposición produjo un ancho del motor aceptable y desplazó elementos críticos fuera de peligro en caso de caída.
El periodista L. J. K. Setright escribió sobre la anchura de la CBX: "Que no me digan que su motor es demasiado ancho: no es más ancho que las piernas de un piloto, por lo que no agrega nada al área frontal, y personalmente preferiría que mis piernas estuvieran protegidas cada una por un cilindro que expuestas a un golpe...".

### Modelo de turismo deportivo
En 1981, Honda recolocó la CBX en la categoría de motocicleta Sport touring con la CBX-B, moderando el motor a 100-103 HP (101,4-104,4 CV) y agregando la suspensión trasera Pro-Link monoshock, horquillas delanteras de 39 mm ajustables por aire, un carenado y maletas, con un bastidor más fuerte para soportar estas adiciones. La CBX recibió discos de freno delanteros con doble ventilación más robustos para ayudar a detener el aumento de peso de la moto. El modelo CBX-C de 1982 difirió poco del modelo de 1981, teniendo solo algunos cambios de detalle y de aspecto exterior.

## Recepción

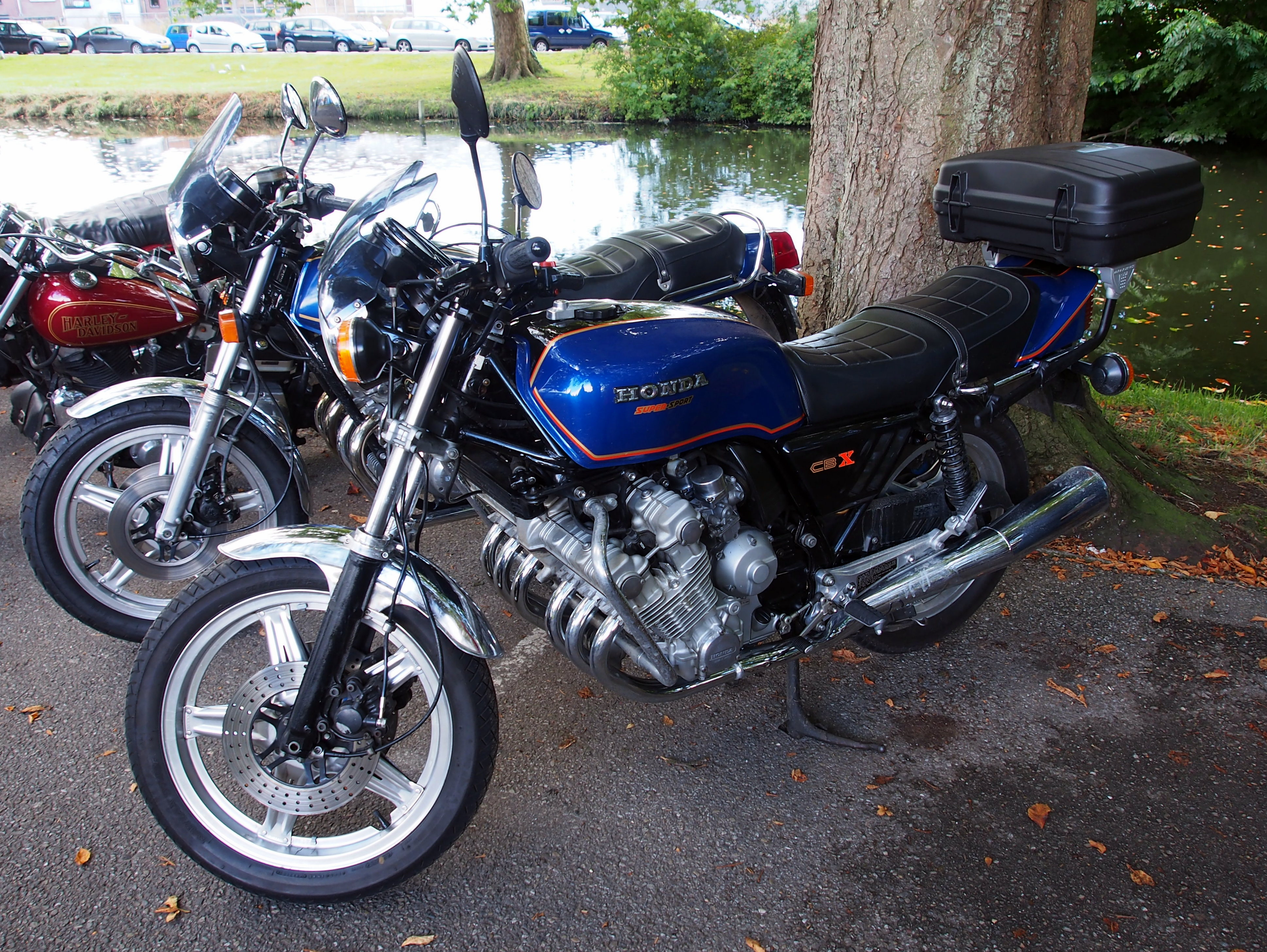
Honda CBX Super Sport

En la edición de febrero de 1978 de la revista Cycle, su columnista Cook Neilson firmaba un artículo sobre la prueba de una moto de preproducción, después de cuatro días de ensayos con un dinamómetro Webco en el Willow Springs Raceway del condado de Orange: "El objetivo de construir la motocicleta de producción en serie más rápida a la venta en cualquier parte del mundo se ha cumplido". Al comparar la CBX con la CB900F, Setright agregó: "La CBX se percibe mejor y funciona mejor, y la diferencia es mayor que la diferencia de precio, por lo que la motocicleta más costosa es en realidad la mejor oferta... El motor CBX es tan sensible como uno de competición, el mejor motor de motocicleta que jamás haya llegado a la calle".
La CBX no fue la primera motocicleta de producción en serie en ser impulsada por un motor de seis cilindros (la primera fue la Benelli 750 Sei de 1972-1978, basada en la Honda CB500 Four), pero fue la entrada más reciente y más avanzada en el competitivo mercado de las supermotos. Una prueba en la revista Cycle calificó a la CBX como un "avance para la industria de motocicletas japonesa" y elogió su diseño, concepto y rendimiento. La moto estuvo disponible en el mercado a finales de 1978, y el modelo de producción en serie fue aún más rápido que el prototipo. La revista Cycle World obtuvo un tiempo probado para el cuarto de milla de 11.64 segundos, con una velocidad punta de 117,95 mph (189,8 km/h). La moto de 1978 también fue la primera de las que habían probado en superar las 130 mph (209,2 km/h). La CBX de 1979 podría cubrir un cuarto de milla en 11.36 segundos con una velocidad terminal de 189,8 km/h. Pero las CBX posteriores, con la adición de maletas y un carenado vieron reducidas sus prestaciones, y se comprobó que la CBX de 1981 había perdido cinco caballos en comparación con el modelo de 1978, de 105 hp a 100 hp.
Cycle Guide elogió la motocicleta como "la Vincent Black Shadow de 1979" tras su presentación. En 2011, la publicación australiana "2 Wheels Magazine" nombró a la CBX como una de sus 12 supermotos favoritas.
Para evitar confusiones con las motocicletas Honda CBX series, la CBX a veces se denomina CBX1000.

## Moto Martin CBX
En 1984, el francés Georges Martin de la firma francesa Moto Martin, diseñó y construyó un bastidor de tubo de níquel más ligero y rígido, capaz de soportar el motor de la CBX, que se suministró en forma de kit.
La motocicleta original tenía problemas de conducción en condiciones extremas, y era pesada (580 lb (263,1 kg)). Moto Martin evitó los problemas de conducción desmontando el motor y tirando todo lo demás. El nuevo bastidor era más rígido y ligero que el original y unía la parte delantera y trasera de la moto. Los tubos estándar de 37 mm fueron reemplazados por horquillas Moto Martin de 42 mm, y se montó un único amortiguador trasero horizontalmente debajo del asiento. Se utilizaron frenos Brembo y un estilo Cafe Racer mediante una pieza de fibra de vidrio que unificaba el asiento, depósito y colín, logrando así aligerar la moto en casi 80 lb (36,3 kg).
En 1984, la revista Cycle News elogió el comportamiento en carretera de la Moto Martin, comentando que era "siempre estable", reduciendo en cuatro segundos el mejor tiempo de la CBX anterior para una vuelta al circuito de Willow Springs.

## Imágenes

Honda CBX
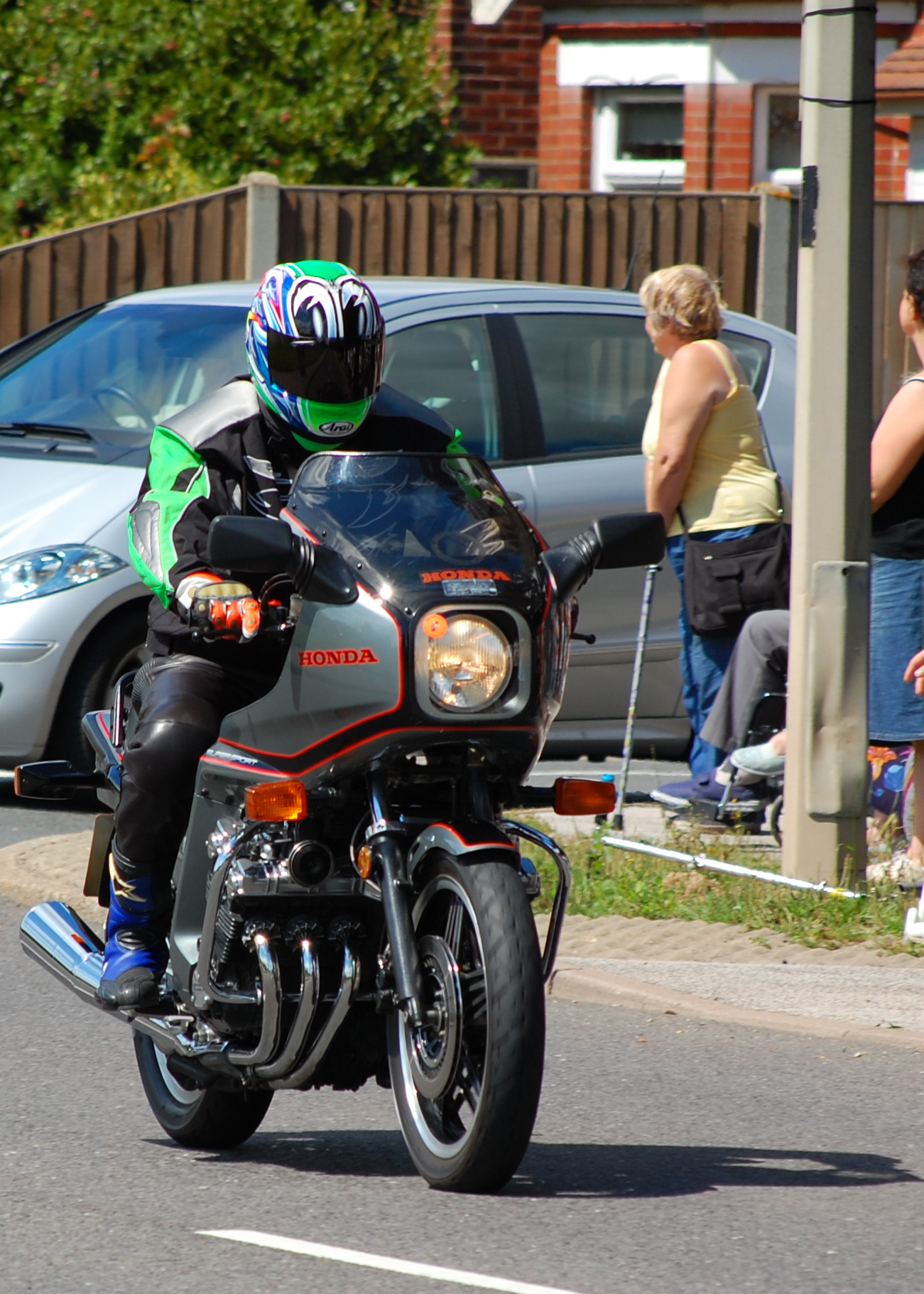
Modelo Sport touring
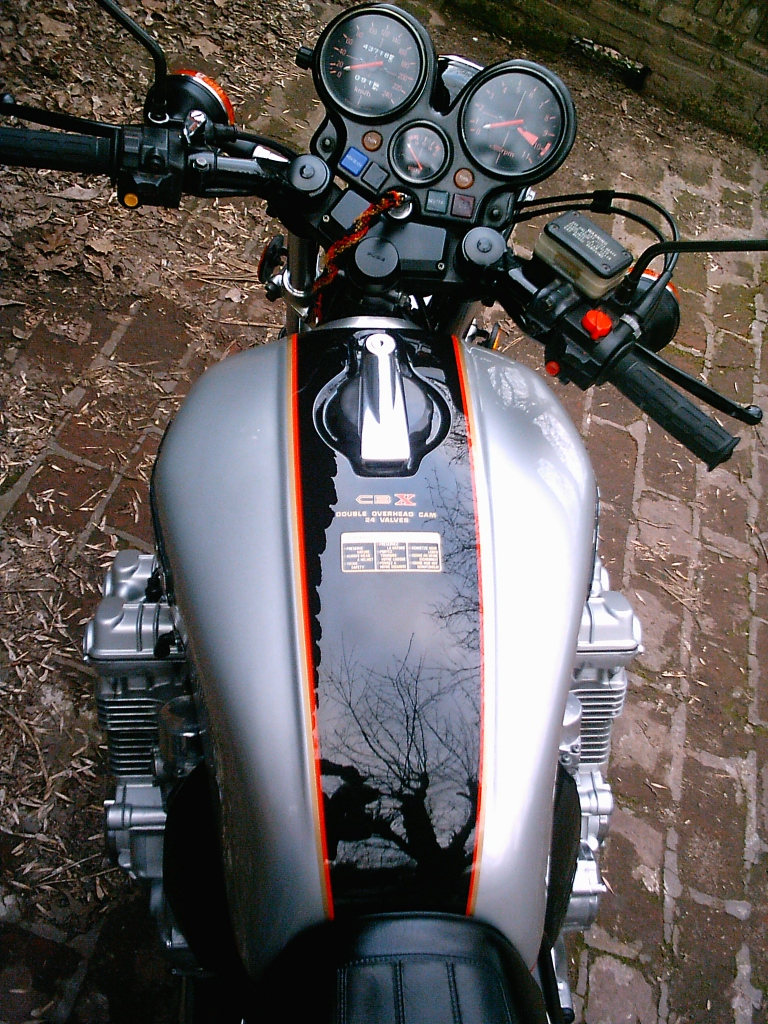
Depósito
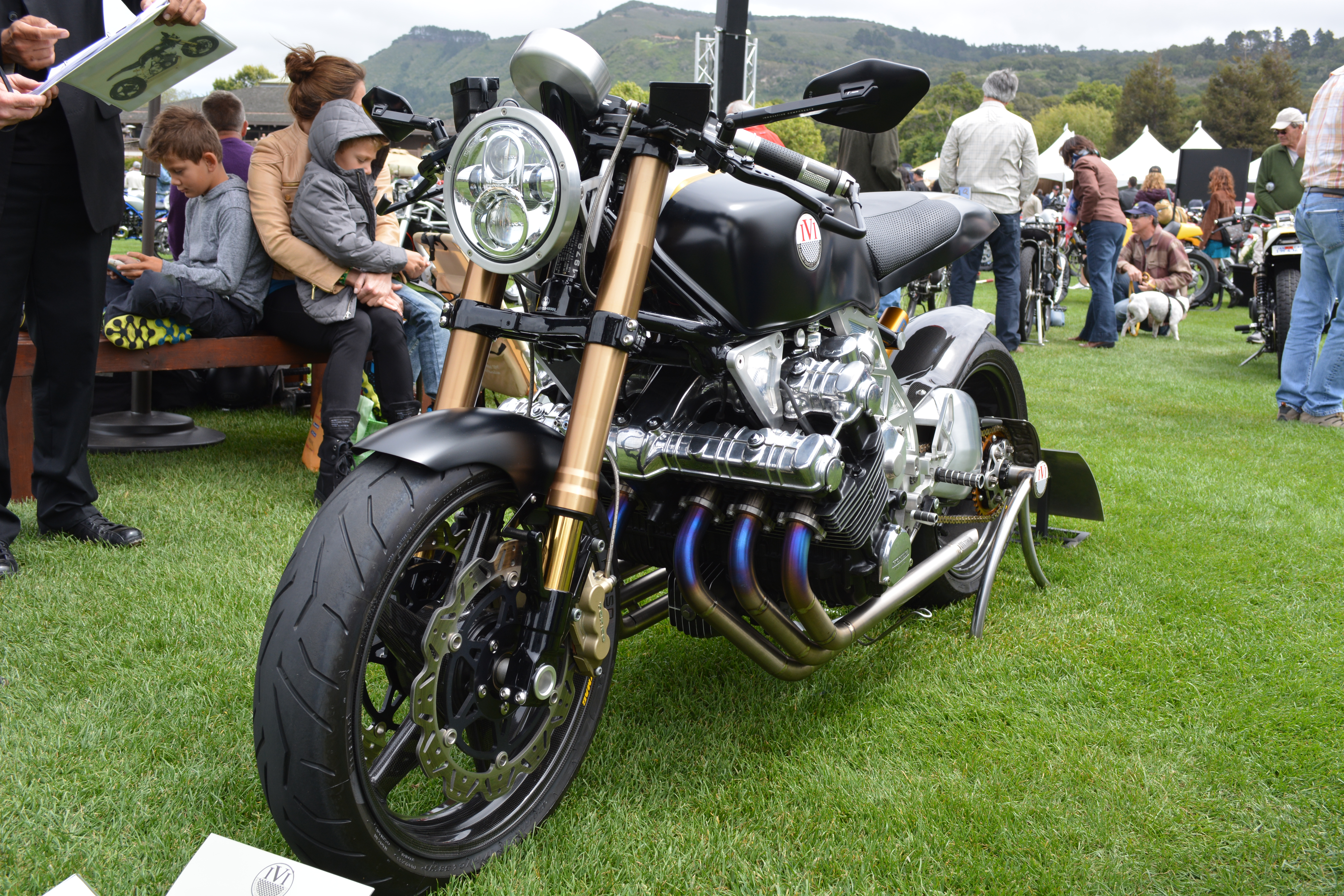
Custom
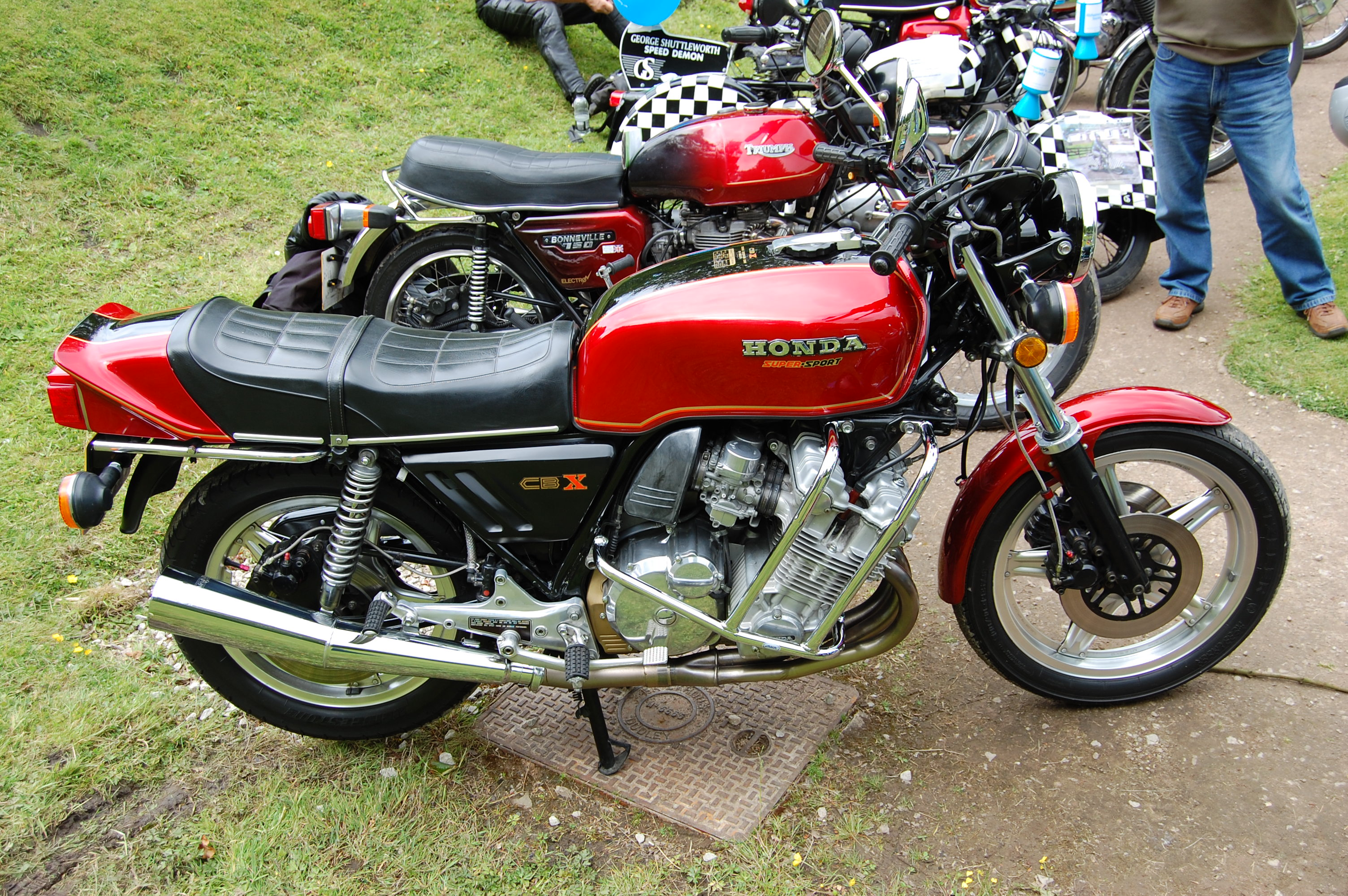
CBX en primer plano
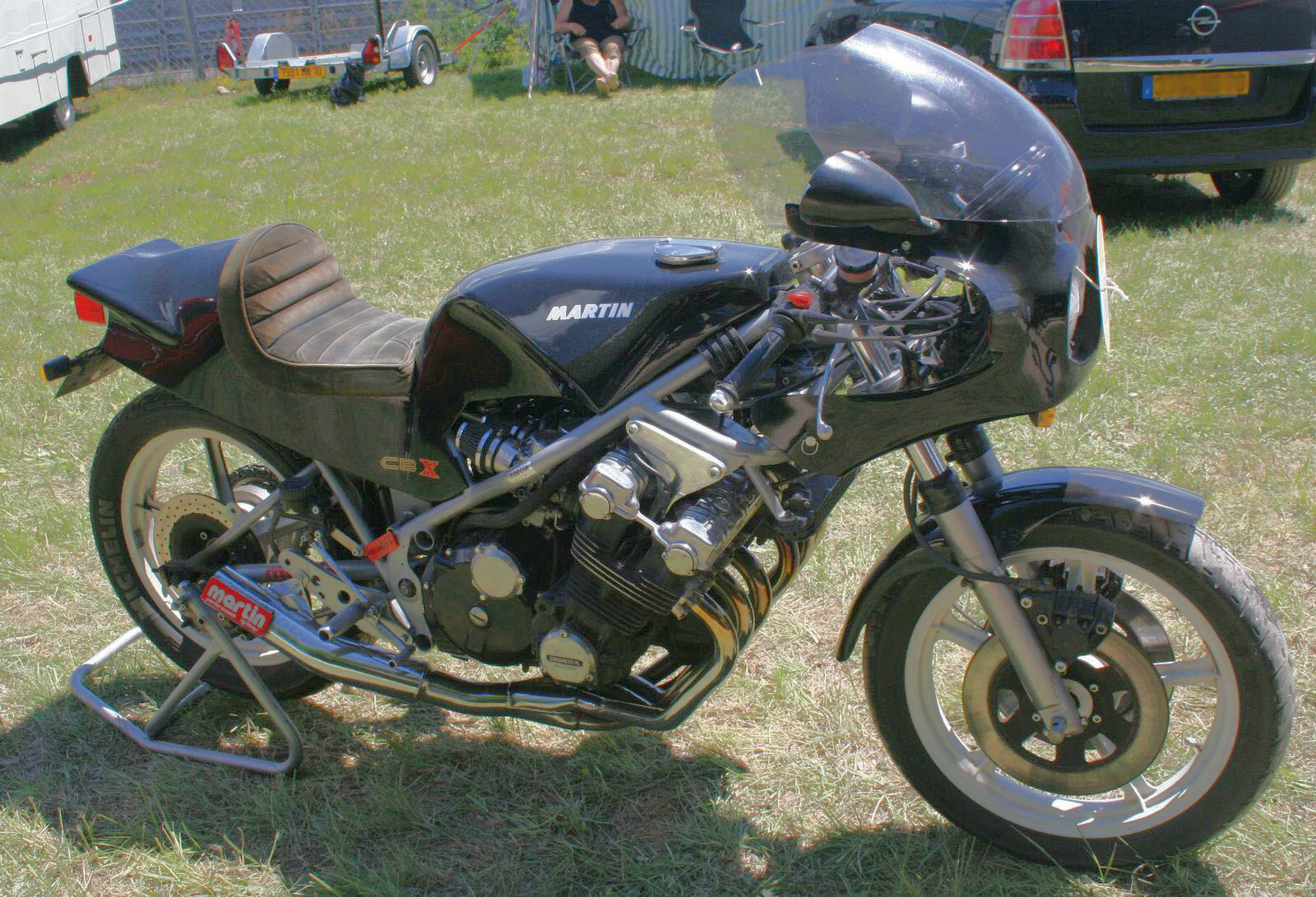
CBX con bastidor Moto Martin
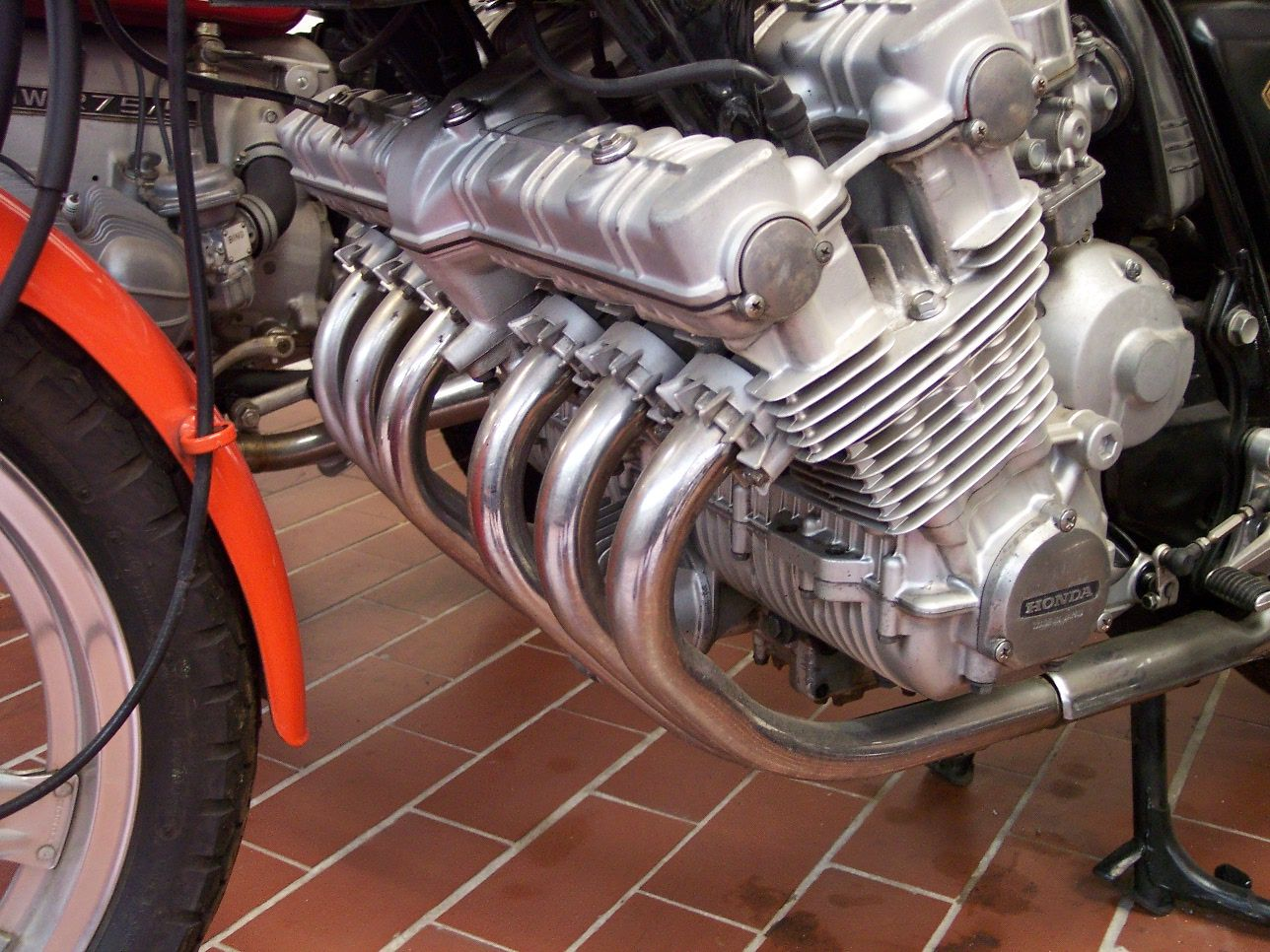
Detalle del motor